# Instituto de la Santísima Trinidad
Las Religiosas Trinitarias Descalzas o Instituto de la Santísima Trinidad, es una congregación religiosa católica femenina de derecho pontificio, fundada por las terciarias trinitarias Tomasa Balbastro, Rosa Cuñat, Salvadora Cuñat, Ana María Gimeno y Rosa Campos, con la colaboración del Trinitario descalzo Juan Bautista Calvo y Tomás, el 6 de enero de 1881. A las religiosas de este instituto se les conoce como Trinitarias de Valencia y posponen a sus nombres las siglas: I.S.T.

## Historia
Cinco mujeres valencianas, entre los treinta y los treinta y cinco años de edad, Tomasa Balbastro Olmos, Rosa Cuñat Olmos, Salvadora Cuñat Olmos, Ana María Gimeno y Rosa Campos Campos, pertenecientes todas a la cofradía de la Santísima Trinidad, de la Orden de los Trinitarios descalzos, con la ayuda de Juan Bautista de la Concepción Calvo y Torres, religioso de esa Orden y confesor de ellas, comenzaron a vivir una experiencia comunitaria, que se concretó el 6 de enero de 1881, con la fundación de una casa en Valencia, que recibió la aprobación de la Orden y del Obispo. Como no podían constituirse aún en una congregación religiosa tomaron el nombre de Oblatas descalzas de la Santísima Trinidad.
El 4 de abril de 1885, con una casa propia y el permiso de vestir el hábito trinitario, las mujeres se establecen como un instituto religioso, viviendo según la regla de san Juan de Mata, con las adaptaciones de las Hermanas Trinitarias de Roma, a partir de entonces las oblatas pasaron a ser Religiosas del Tercer Orden de la Santísima Trinidad. El 2 de agosto de 1987 hicieron la profesión las primeras siete novicias de la Congregación.
El ministro general de la Orden Trinitaria, Antonino de la Asunción, que a la vez era el procurador general ante la Santa Sede, trabajó infatigablemente por el reconocimiento pontificio de la nueva comunidad, conseguida el 17 de agosto de 1909.
Las primeras hermanas en salir a la misión, fueron enviadas a Argentina para colaborar con los religiosos trinitarios en 1933. La primera casa fundada en América fue Hernando, en donde se dedicaron a la enseñanza de los más pequeños.

## Actividades y presencias
El Instituto de la Santísima Trinidad actualiza el carisma caritativo redentor, intentando ser imágenes del amor de Dios, que se traduce en una actitud dinámica de servicio, fieles a su consagración a la Trinidad intentan servir a los que son víctimas de la violencia y de la marginación.
Dentro de las actividades llevadas a cabo por la Trinitarias de Valencia en la Iglesia y la Sociedad, se encuentran principalmente los centros educativos que dirigen en todos los países donde se encuentran presentes. Otras actividades son la atención a los enfermos, los hogares infantiles, las casas de acogida para transeúntes e inmigrantes, la pastoral penitenciaria, y los comedores al servicio de las personas de la calle.
En 2015, la Congregación contaba con unas 182 religiosas y unas 30 comunidades, presentes en España, Argentina, Colombia, Madagascar y Austria. La casa general se encuentra en Valencia y su actual superiora general es la religiosa Natividad Mora Muñoz.